# Терновиця (Яворівський район)
Терно́виця — село у Яворівському районі Львівської області. У місцевому костелі Святої Трійці за латинським обрядом як Роман Марія Олександр був охрещений Митрополит УГКЦ преподобний Андрей Шептицький.

## Історія
Відоме з 1447 року під назвою Дукля.
З 1514 року переходить у власність Яна (Йогана) Гербурта де Брухналя (нім. Iohann Herborth de Bruchnal) та його братів і одержує назву Брухналь. Перша половина XV ст. — містечко-фортеця Брухналь. У 1940 році перейменоване на Терновиця.
Тут власне 29 вересня 1655 року завершилася перемогою козацького війська під проводом Б. Хмельницького битва під Городком.
На зламі XVIII–XIX ст. за 3 км від Брухналя знаходилась німецька колонія Моосберґ (нім. Moosberg).
На околицях села виявлено могильник бронзової епохи і залишки двох поселень VIII–IV ст до н. е.
За радянських часів у селі була бригада колгоспу «Україна», за якою було закріплено 503 га сільгоспугідь, у тому числі 311 га орної землі. Сільська організація КПРС (утворена 1951 р.) налічувала 18 членів, а комсомольська (1950 р.) — 90.
У Львові 2010 року видавництвом Львівського музею історії і релігії «Логос» була видана книжка Марії Ліскевич-Карпи «Фортеця Дукля — містечко Брухналь — село Терновиця». У цьому краєзнавчому нарисі Марія Ліскевич-Карпа здійснила першу спробу зібрати в одну книжку матеріали з історії села Терновиця на Яворівщині Львівської області. Авторка провела значну пошукову роботу, відкрила ряд цікавих архівних фактів, котрі дають змогу простежити історію цього поселення від найдавніших часів дотепер. Книжка розрахована на широке коло читачів, зокрема, тих, кого цікавить минувшина рідного краю.
1 листопада 2018 року в Терновиці відкрито першу чергу сонячної електростанції «Яворів-1» — є складовою комплексу сонячних електростанцій. Понад 134 тисячі фотоелектричних панелей розташовано на 76 га, їхня потужність 36 Мвт.

## Населення

### Мова
Розподіл населення за рідною мовою за даними перепису 2001 року:
| Мова       | Кількість | Відсоток |
| ---------- | --------- | -------- |
| українська | 783       | 99.62%   |
| російська  | 2         | 0.25%    |
| угорська   | 1         | 0.13%    |
| Усього     | 786       | 100%     |

## Пам'ятки
- Дерев'яна Троїцька церква (1865)
- Костел Святої Трійці (1645). Протягом певного часу храм був кальвінським збором, а з 1710 р. відомий як римо-католицький Троїцький костел. Місце хрещення Митрополита УГКЦ преподобного Андрея Шептицького.[3]

## Галерея

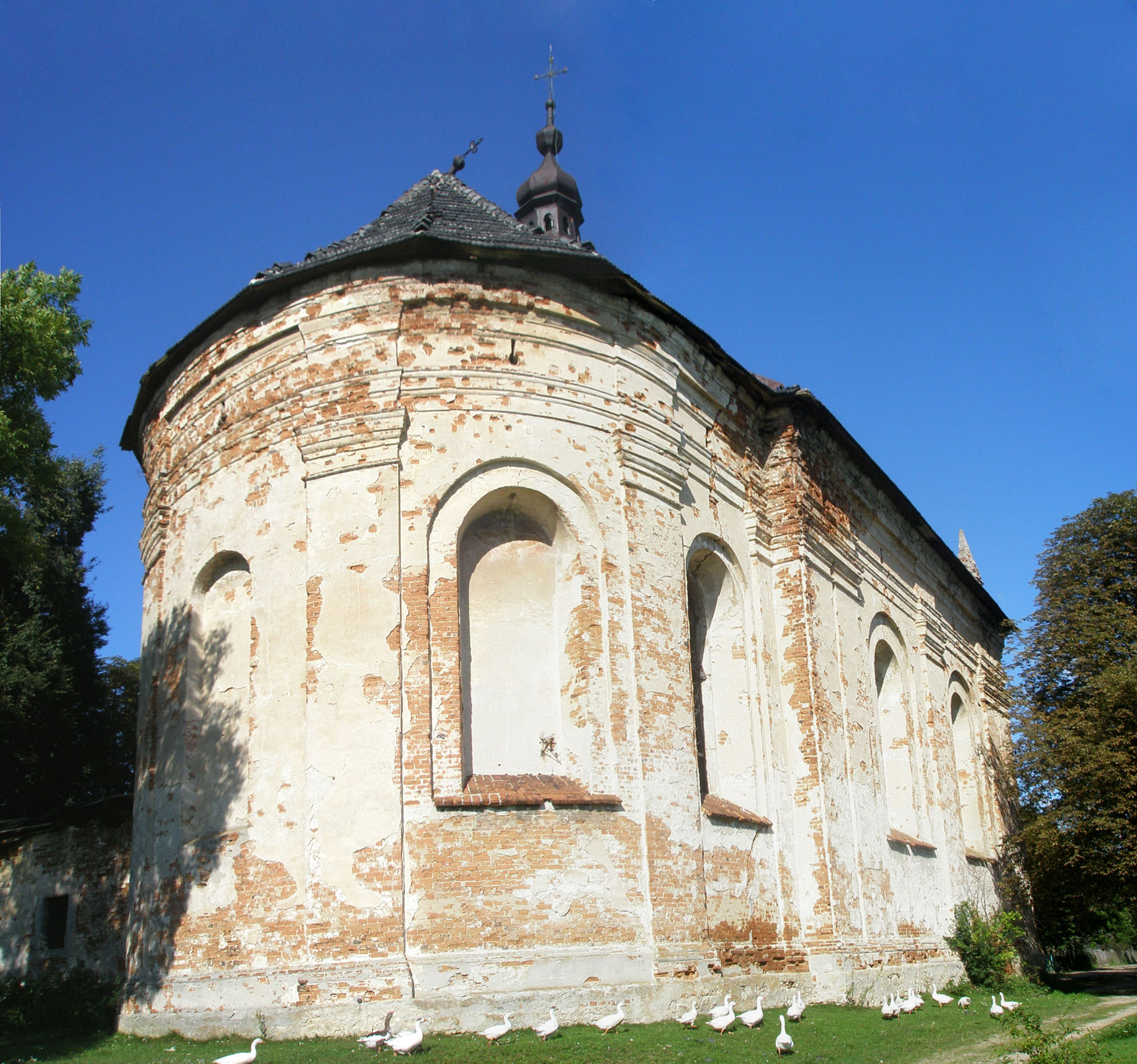
Зворотня сторона Троїцького костелу
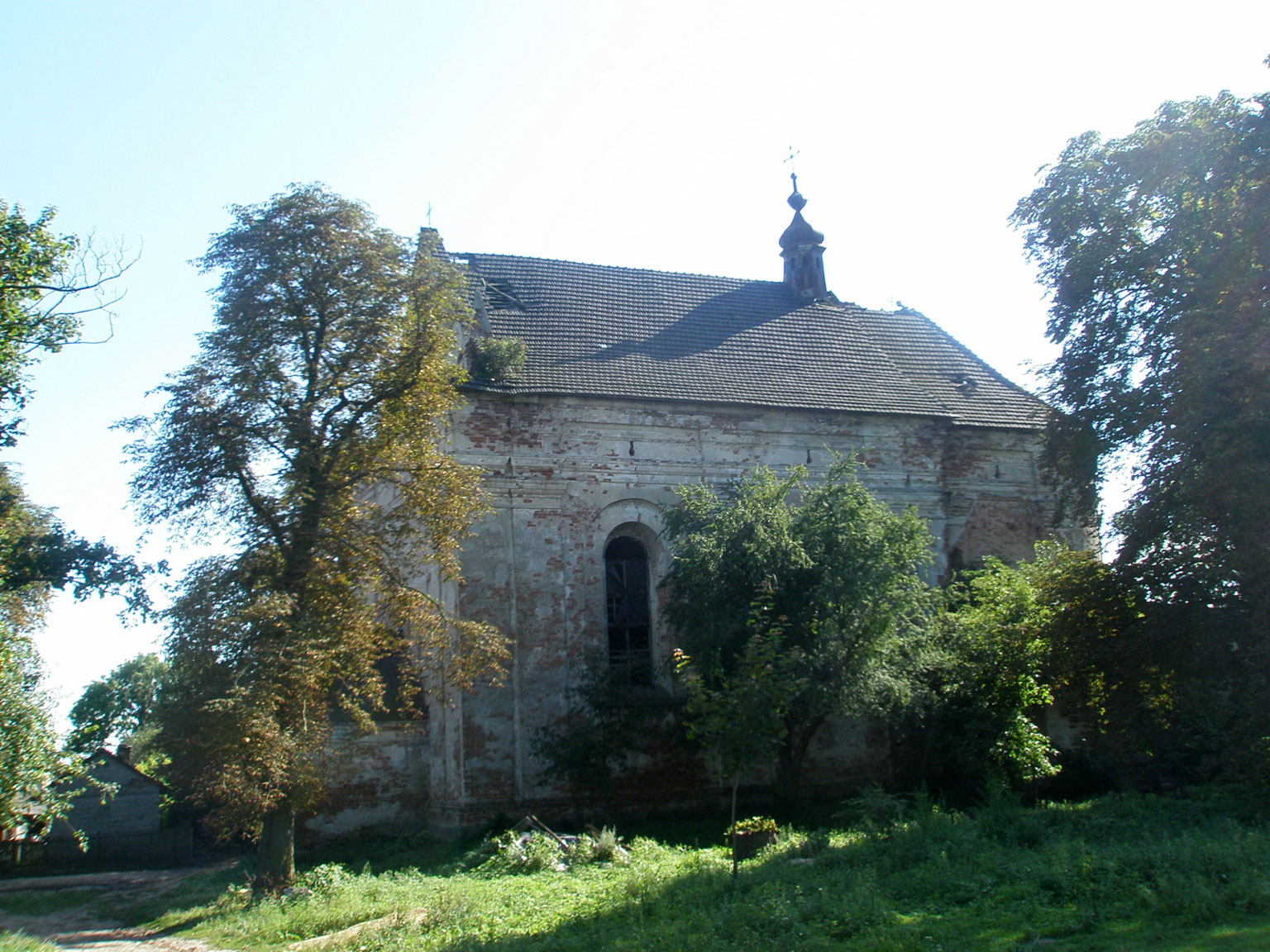
Панорамний вигляд Троїцького костелу
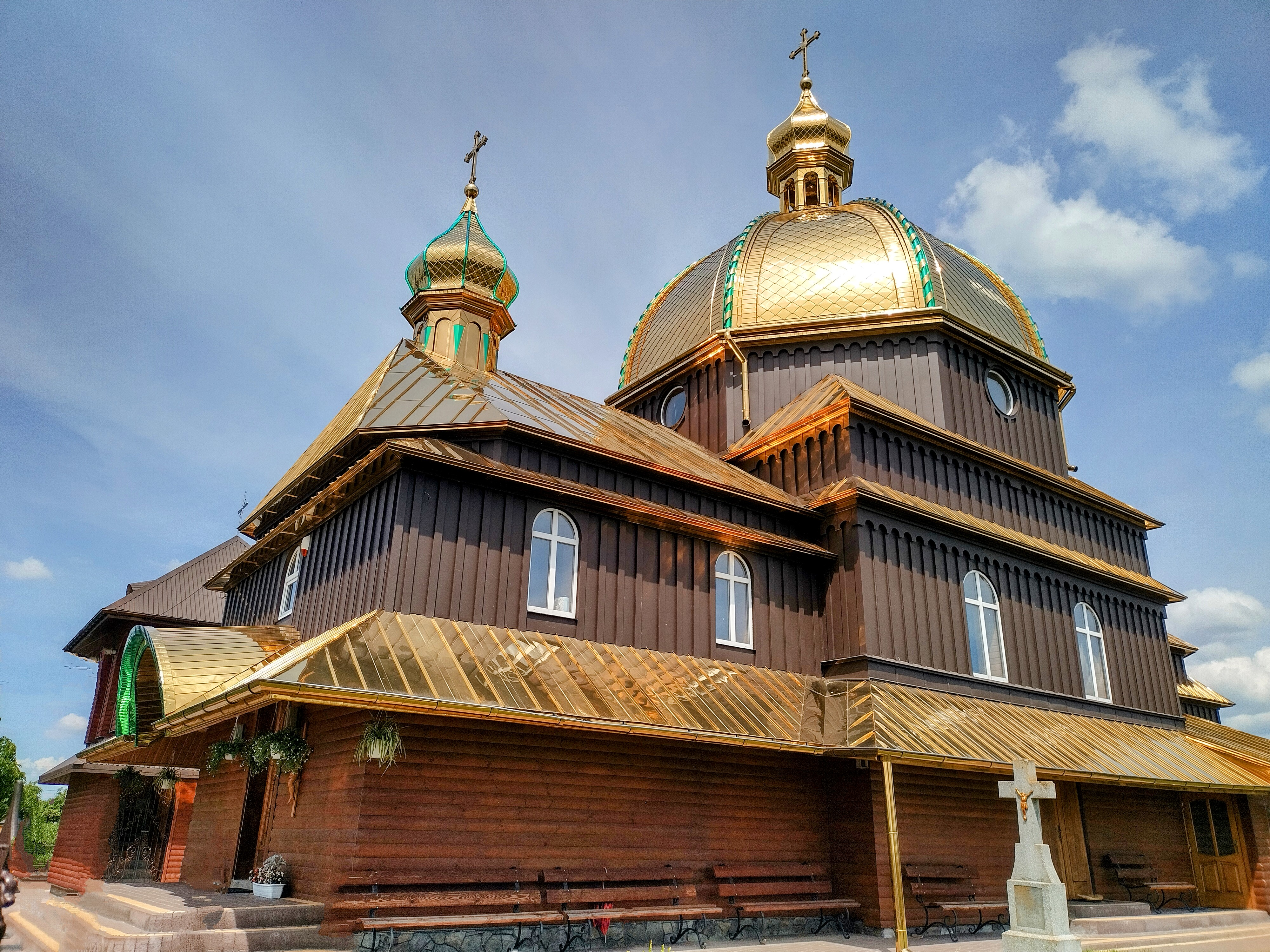
Церква Пресвятої Трійці
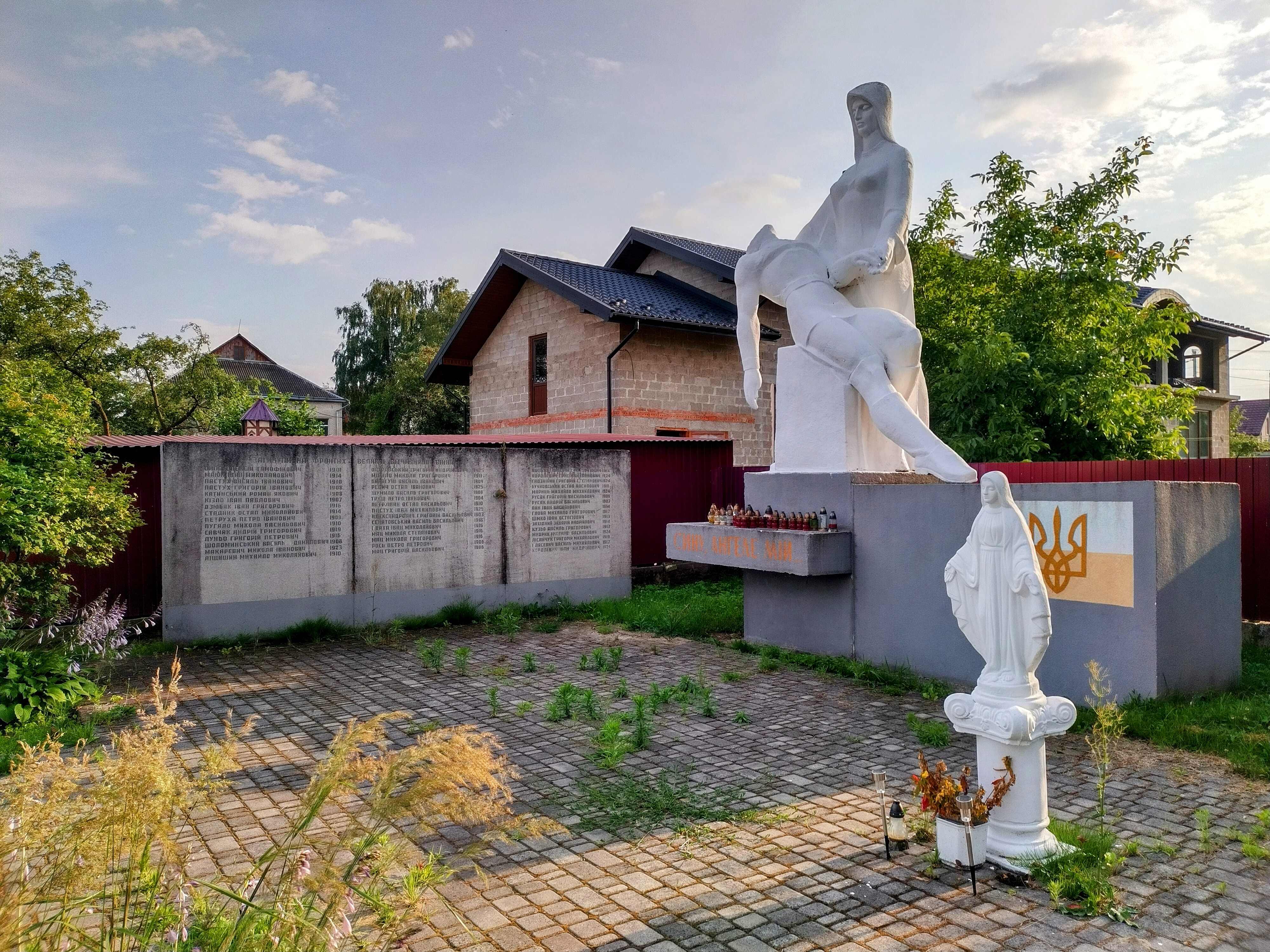
Військовий меморіал